# Wu’er Kaixi
| Uigurische Bezeichnung          | Uigurische Bezeichnung |
| ------------------------------- | ---------------------- |
| Arabisch-Persisch (Kona Yeziⱪ): | ئۆركەش دۆلەت           |
| Lateinisch (Yengi Yeziⱪ):       | Ɵrkəx Dɵlət            |
| andere Schreibweisen:           | Örkesh Dölet           |
| Chinesische Bezeichnung         |                        |
| Kurzzeichen:                    | 吾尔开希·多莱特        |
| Langzeichen:                    | 吾爾開希·多萊特        |
| Umschrift in Pinyin:            | Wú’ěrkāixī Duōláitè    |

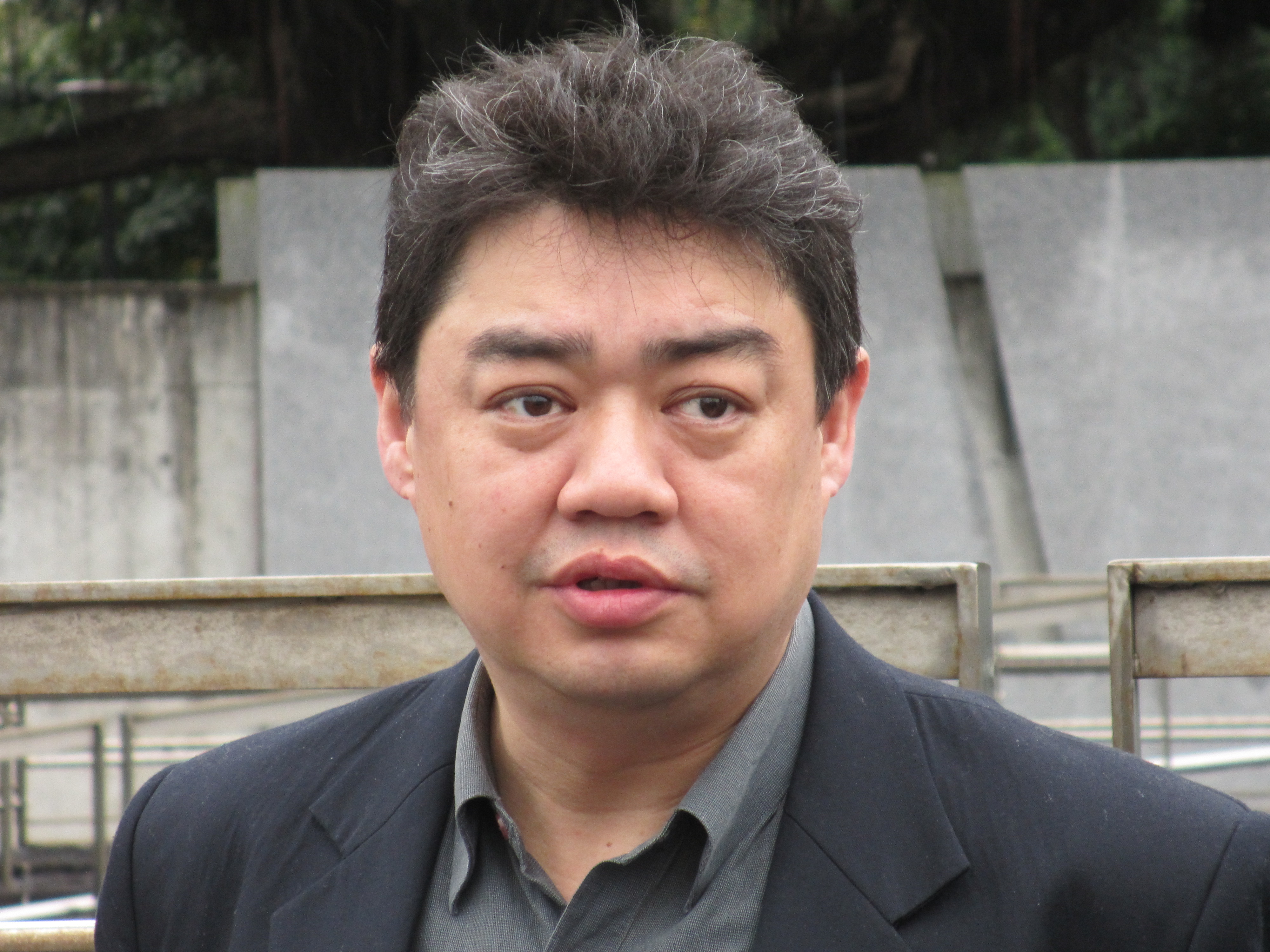
Wu’er Kaixi 2013

Wu’er Kaixi (* 17. Februar 1968 in Peking, Volksrepublik China) ist Uigure und wurde 1989 als Studentenanführer im Tian’anmen-Massaker bekannt.

## Leben
Wu’er Kaixi studierte an der Pädagogischen Universität Peking und gehörte zu den Anführern der Studentenbewegung auf dem Tiananmen-Platz. In China wurde er landesweit bekannt aufgrund eines direkt im Staatsfernsehen ausgestrahlten Treffens von Studentenvertretern  mit dem damaligen Ministerpräsidenten Li Peng. Wu’er Kaixi, der seit Tagen im Hungerstreik war und in einem Schlafanzug Li Peng gegenüber saß, widersprach ihm mehrmals, ohne Respekt zu zeigen.
Nach der blutigen Niederschlagung der Studentenproteste durch Einheiten der Volksbefreiungsarmee am 4. Juni 1989 war Wu’er Kaixi auf der Fahndungsliste der Sicherheitsbehörden. Drei Wochen später konnte er mit einem Boot in die britische Kronkolonie Hongkong fliehen. Über Frankreich gelangte er in die USA und beendete dort sein Universitätsstudium.
1996 ging Wu’er Kaixi ins Exil nach Taiwan. In Taipeh betätigte er sich als politischer Kommentator, Investmentbanker, Filmemacher und Dozent. 2015 kandidierte er als unabhängiger Abgeordneter für das taiwanesische Parlament.